# Elecciones generales de Belice de 1979
Las elecciones generales se llevaron a cabo en Belice el 21 de noviembre de 1979 y fueron las últimas elecciones durante su etapa colonial. El resultado fue una victoria para el gobernante Partido Unido del Pueblo, que ganó 13 de los 18 escaños. La participación electoral fue del 89,9%.

## Antecedentes
El PUP tenía una mayoría de 13-5 luego de las anteriores elecciones. La preocupación general sobre la amenaza guatemalteca debido a sus reafirmaciones de soberanía sobre el país fueron los detonantes de la victoria del PUP, debido a que el principal partido opositor, el Partido Demócrata Unido, estaba en contra de declarar la independencia de la colonia sin haber llegado a un acuerdo con el gobierno de Guatemala primero, mientras que el PUP pretendía una rápida autodeterminación. El resultado fue la conversión de esta elección en una especie de referéndum, en el que la participación fue un récord en la historia de Belice. La victoria del PUP desencadenó la independencia temprana del país, en 1981.

## Resultados
| Partido                       | Votos  | %    | Escaños | +/-   |
| ----------------------------- | ------ | ---- | ------- | ----- |
| Partido Unido del Pueblo      | 23.309 | 52.4 | 13      | 0     |
| Partido Demócrata Unido       | 21.045 | 47.4 | 5       | 0     |
| Partido Progresista de Toledo | 96     | 0.2  | 0       | Nuevo |
| Votos en blanco/inválidos     | 521    | -    | -       | -     |
| Total                         | 44.971 | 100  | 18      | 0     |
| Fuente: Nohlen                |        |      |         |       |